# Episodi di Orange Road

Copertina del primo VHS dell'edizione Dynamic Italia

Lista degli episodi di Orange Road, anime tratto dall'omonimo manga di Izumi Matsumoto. L'opera è stata diretta da Osamu Kobayashi e prodotta da Pierrot. I 48 episodi sono andati in onda in Giappone dal 6 aprile 1987 al 7 marzo 1988 su Nippon Television. In seguito ad essa, sono stati realizzati otto OAV tra il 1989 e il 1991.
In Italia l'anime è stato trasmesso per la prima volta nel 1989 da Fininvest (poi Mediaset) su Italia 1 all'interno del contenitore Bim bum bam. Questa edizione ha subìto modifiche e censure rispetto alla serie originale, come il cambiamento del titolo in È quasi magia Johnny, una sigla italiana e la sostituzione dei nomi dei protagonisti con nomi italiani e anglosassoni. Successivamente la Dynamic Italia ha pubblicato un'edizione non censurata dell'anime in 16 VHS uscite tra il 1996 e il 1999 con un nuovo doppiaggio più fedele all'originale, inclusi i nomi giapponesi. Questa versione, intitolata Orange Road, è stata poi riproposta nel 2003 dalla Yamato Video in 10 DVD, cambiando i titoli degli episodi e quello dell'anime, che diventa Capricciosa Orange Road, e venendo trasmessa su Man-ga dal 14 aprile al 20 giugno 2011. Gli OAV, invece, sono trasmessi dal 1994 da Mediaset; nel 2006 la Yamato Video ne ha pubblicato sei degli otto totali, col nuovo doppiaggio fedele all'originale. L'edizione integrale è andata in onda in versione rimasterizzata dal 14 gennaio al 21 marzo 2020 in prima visione free su Italia 2, a seguire sono stati trasmessi gli episodi OAV nella versione Mediaset fino al 28 marzo. Nel 2023 Yamato Video pubblica un nuovo adattamento dei primi due OAV, di cui precedentemente esisteva solamente la versione Fininvest.
Le sigle di apertura dell'edizione giapponese della serie TV sono NIGHT OF SUMMERSIDE, interpretata da Masanori Ikeda, per i primi 19 episodi; Orange Mystery (オレンジ・ミステリー?), cantata da Hideyuki Nagashima, per le puntate dalla 20 alla 36 e Kagami no naka no actress (鏡の中のアクトレス?), cantata da Meiko Nakahara, per gli episodi dal 37 al 48. Le sigle di chiusura utilizzate sono invece: Natsu no mirage (夏の蜃気楼?) (episodi 1-19) e Kanashii heart wa moete-iru (悲しいハートは燃えている?) (episodi 20-36), cantate da Kanako Wada, e Dance in the memories interpretata da Meiko Nakahara (episodi 37-48). Per i primi due OAV vengono usate la terza sigla di apertura e la terza di chiusura della serie TV, mentre per i restanti quella di apertura è Choose Me (チューズ・ミー?), cantata da Yuiko Tsubokura, e quella di chiusura Tokidoki Blue (ときどきＢｌｕｅ?) di Yuka Uchiyae (OAV 3-6) e Mou hitotsu no yesterday (もうひとつのイエスタデイ?), interpretata da Kanako Wada (OAV 7-8). L'edizione Fininvest si avvale sia in apertura che in chiusura della sigla È quasi magia, Johnny!, scritta da Alessandra Valeri Manera su musica e arrangiamento di Carmelo Carucci e cantata da Cristina D'Avena. Le due edizioni italiane successive invece presentano le sigle originali giapponesi.

## Lista episodi

### Serie TV
I tre titoli italiani si riferiscono rispettivamente all'edizione Fininvest/Mediaset del 1989, all'edizione Dynamic Italia del 1996 e all'edizione Yamato Video del 2003.
| Nº | Titolo italiano (edizione Fininvest / edizione Dynamic Italia / edizione Yamato Video) Giapponese 「Kanji」 - Rōmaji - Traduzione letterale | In onda           | In onda          |
| Nº | Titolo italiano (edizione Fininvest / edizione Dynamic Italia / edizione Yamato Video) Giapponese 「Kanji」 - Rōmaji - Traduzione letterale | Giapponese        | Italiano         |
| 1  | Una nuova città / Una nuova città / L'imbarazzo del primo amore 「転校生！恥ずかしながら初恋します」 - Tenkōsei! Hazukashinagara hatsukoi shimasu – "Un nuovo studente! Un imbarazzante primo amore" | 6 aprile 1987     | 24 gennaio 1989  |
| 1  | Mentre Kyōsuke Kasuga (Johnny, nell'edizione Fininvest), ragazzo adolescente dotato di poteri magici, conta i gradini di una scalinata della città in cui si è appena trasferito, recupera un cappello di paglia rosso volato via per il vento. Esso appartiene ad una ragazza, Madoka Ayukawa (Sabrina), di cui Kyōsuke ne rimane affascinato sin da subito. I due hanno un breve dialogo e discutono sul numero dei gradini della scalinata in cui si trovano, e prima di salutarsi Madoka regala il cappello a Kyōsuke. Il giorno dopo, nella nuova scuola, Kyōsuke fa la conoscenza di Seiji Komatsu (Michael) e Kazuya Hatta (Carlo), due ragazzi ossessionati dal sesso e dalle belle donne. Inoltre, insieme alle sue sorelle Manami (Manuela) e Kurumi (Simona), conosce Hikaru Hiyama (Tinetta), la quale viene poi attaccata da una banda di teppisti ma che viene tuttavia difesa da Madoka. Concluso ciò, Madoka si accende una sigaretta, ma viene fatta esplodere dai poteri di Kyōsuke, che la rimprovera di non fumare perché ancora troppo giovane. Madoka gli risponde di farsi gli affari suoi e non esita a tirargli uno schiaffo. Vedendo la forza, la determinazione e i modi di fare di quest'ultima, Kyōsuke si chiede se la ragazza delicata incontrata la mattina che gli ha regalato il cappello e quella determinata vista la sera siano la stessa persona. |                   |                  |
| 2  | La ramanzina / Io e Hikaru / Un bacio un po' al limone 「あの娘にちょっぴりレモンのキスを」 - Ano ko ni choppiri remon no kisu wo – "Un bacio un po' al limone per quella ragazza" | 13 aprile 1987    | 1989             |
| 2  | Kyōsuke sogna di poter baciare Madoka, ma si sveglia sul più bello. A scuola, egli si sorprende nel vedere la cattiva reputazione che tutti hanno di una bella ragazza come Madoka, ma nonostante questo è deciso a farsi notare da lei e, durante l'ora di ginnastica, fa di tutto pur di riuscirci. Tuttavia perde l'occasione nella partita di basket e, triste, da solo, utilizza i suoi poteri per fare canestro. Hikaru, dapprima nascosta nella palestra per fumare, assiste alla scena e s'innamora di lui. Successivamente Hikaru e Kyōsuke si scontrano in un corridoio della scuola e accidentalmente si baciano. Mentre la ragazza scappa via felice, Kyōsuke viene rimproverato dal professore di ginnastica che lo mette in guardia dalle cattive compagnie. Kyōsuke cerca di difendere Hikaru dalle accuse del professore e Madoka sente tutto: colpita dall'onestà del ragazzo, per ringraziarlo lo aiuta a sfuggire alle angherie dell'insegnante. Usciti dalla sala professori, i due ragazzi si fermano a guardare il tramonto da una finestra. |                   |                  |
| 3  | La prima serata in discoteca / Il primo appuntamento / Un rutilante primo appuntamento tra mille indecisioni 「気分はゆれて ローリング初デート」 - Kibun wa yurete Rōringu hatsu dēto – "Umore che trema. Un rutilante primo appuntamento" | 20 aprile 1987    | 1989             |
| 3  | Dopo aver seguito la sorella Kurumi nella discoteca locale per evitare che finisca in mani sbagliate, Kyōsuke si ritrova a ballare un lento guancia a guancia con Hikaru sotto gli occhi indifferenti di Madoka. Il giorno dopo, Kyōsuke e Hikaru hanno un appuntamento al lago; recatosi sul posto con troppo anticipo, Kyōsuke incontra Madoka e decide di passare il resto del pomeriggio con lei, dimenticandosi completamente di Hikaru. |                   |                  |
| 4  | Un terribile equivoco / La prima volta di Hikaru? / La clamorosa prima volta di Hikaru 「ひかるちゃん！？お騒がせのＣ体験」 - Hikaru-chan!? O sawagase no C taiken – "Hikaru!? Una travagliata esperienza sessuale" | 27 aprile 1987    | 1989             |
| 4  | Kyōsuke, pur di non raccontare a Hikaru di aver passato il pomeriggio con Madoka, inventa la scusa di non esser potuto presentarsi all'appuntamento perché doveva aiutare il padre. Inoltre si è preso la febbre e anche i suoi poteri ne risentono. Alla sera, a casa Kasuga si presenta Hikaru, con cui passa la notte insieme in camera del ragazzo ascoltando musica e bevendo caffè. Il giorno dopo, a scuola si diffonde la voce, ovviamente falsa, che i due hanno avuto il loro primo rapporto sessuale. Nel tentativo di chiarire il malinteso, Kyōsuke febbricitante telefona a Madoka che però si rifiuta di ascoltarlo. L'indomani, Kyōsuke salva indirettamente con i suoi poteri Madoka da alcuni teppisti che la aggrediscono all'uscita dal cinema e il rapporto tra i due si ricuce senza bisogno di parole. |                   |                  |
| 5  | Il segreto / Un segreto solo nostro / Un segreto per due 「２人のひみつ、とまどいアルバイト」 - 2-ri no himitsu, tomadoi arubaito – "Un segreto per due, un confuso lavoro part-time" | 4 maggio 1987     | 1989             |
| 5  | In occasione delle vacanze, la famiglia Kasuga parte per Hokkaidō, ma Kyōsuke decide di rimanere a casa, anche perché preoccupato per quello che gli ha detto Hikaru su Madoka, ovvero di averla visto in compagnia di un uomo adulto. Il ragazzo vuole chiedere direttamente alla ragazza come stanno le cose, ma teme di ricevere una risposta brusca. Decide però di pedinarla, sfruttando anche i suoi poteri, e scopre che si tratta di un equivoco: Madoka, infatti, ha iniziato a lavorare part-time in un bar e l'uomo dell'altra sera in sua compagnia era il proprietario che cercava di convincerla ad accettare il posto. Anche a Kyōsuke viene proposto di lavorare nel locale e lui accetta ben volentieri, ma deve rimanere un segreto il fatto che lui e Madoka lavorino perché va contro il regolamento della scuola. Kyōsuke, in qualche modo, si sente più vicino a Madoka, e a fine giornata lei s'addormenta tra le braccia di lui. |                   |                  |
| 6  | Studiamo insieme? / Un rivale in amore / Quello è il mio rivale!? Gli esami dell'amore 「あいつがライバル、恋の中間試験」 - Aitsu ga raibaru, koi no chūkan shiken – "Quello è il mio rivale, gli esami dell'amore" | 11 maggio 1987    | 1989             |
| 6  | Tra poco a scuola si svolgeranno gli esami e tutti sono molto preoccupati. Hikaru, pur di passare del tempo con lui, chiede a Kyōsuke di studiare assieme tutti i pomeriggi in biblioteca in vista del test, e lui si trova a dover accettare la richiesta. Tuttavia anche Madoka gli propone di ripassare il programma insieme, e anche questa volta il ragazzo accetta. Madoka e Hikaru non sanno l'una dell'altra e Kyōsuke deve gestire da solo la situazione senza venire scoperto. Inoltre egli deve fare i conti con Yūsaku Hino, amico d'infanzia di Madoka e Hikaru, e segretamente innamorato di quest'ultima, pronto a scontrarsi per conquistarla. Alla fine, nella pubblicazione dei risultati degli esami, Madoka è arrivata tra i primi posti, mentre Kyōsuke, proprio come Hatta e Komatsu, è arrivato tra gli ultimi. |                   |                  |
| 7  | Pettegolezzi / Un bacio rubato / La vita privata di Madoka!? Un bacio con le bollicine 「まどかの私生活！？口づけスパーク色」 - Madoka no shiseikatsu!? Kuchidzuke supāku-iro – "La vita privata di Madoka!? Un bacio dal colore scintillante" | 18 maggio 1987    | 1989             |
| 7  | In giro circolano pettegolezzi su Madoka, secondo cui la ragazza ha già molta esperienza in campo sessuale nonostante la giovane età. Kyōsuke si rifiuta di credere a ciò e mentre fa una passeggiata incontra proprio Madoka. I due vanno a bere qualcosa al bar, ma Kyōsuke non essendo abituato all'alcool si ubriaca subito. Mentre Madoka cerca di riportarlo a casa, il ragazzo si fa sfuggire uno dei pettegolezzi che si sentono e tenta di baciarla, ma lei per tutta risposta gli tira uno schiaffo. Successivamente, ella è molto turbata pur non dandolo a vedere e la sua migliore amica Hikaru, all'oscuro di tutto, non ne capisce il motivo. Dopo qualche tentativo di chiarire, puntualmente interrotto da Komatsu e Hatta, Kyōsuke e Madoka ritornano come prima. |                   |                  |
| 8  | Le due modelle / Modelle sulla spiaggia / Un bel sorriso! Foto sulla battigia 「君は笑顔！渚のシャッターチャンス」 - Kimi wa egao! Nagisa no shattāchansu – "Sorridete! Set fotografico in riva al mare" | 25 maggio 1987    | 1989             |
| 8  | Al padre di Kyōsuke, Takashi, viene offerta l'opportunità di realizzare un servizio fotografico a delle modelle, nonostante sia un esperto di paesaggi. Hikaru viene notata dall'uomo per la sua bellezza naturale e delicata e accetta ben volentieri di posare per lui, non sapendo che si tratta del padre del suo Kyōsuke. Una volta fatte le conoscenze, il gruppo, a cui si sono aggiunti anche Madoka, Kurumi, Manami, Komatsu e Hatta, si reca alla spiaggia, dove Kyōsuke nota che, nonostante sia attratto da Madoka, anche Hikaru è davvero una bella ragazza. Il padre gli suggerisce di dire anche a Madoka se vuole posare, ma lei rifiuta. Kyōsuke insiste affinché accetti e Madoka, vedendo la sua insistenza, si vede costretta ad accettare. Le foto vengono molto bene e Kyōsuke, dopo aver tentato di dargliela personalmente ma confondendosi con una sua e di Hikaru, ne lascia una nell'armadietto di Madoka. |                   |                  |
| 9  | Il rapimento / Il rapimento di Kurumi / Kurumi, ovvero lezione per un appuntamento galante 「くるみちゃん デートの仕方教えます」 - Kurumi-chan dēto no shikata oshiemasu – "Kurumi vi dice come ci si comporta a un appuntamento" | 1º giugno 1987    | 1989             |
| 9  | Kyōsuke accompagna Manami e Kurumi a comprare la carta da parati per la cameretta. Mentre incontra Hikaru e Madoka tra i negozi, Manami lo informa agitata che Kurumi è stata trascinata via da uno che sembrava un maniaco, oltretutto sprovvista di potere magico perché esaurito in precedenza. I ragazzi, aiutati anche da Yūsaku, Komatsu e Hatta e da un gruppo di amici di Madoka, si mettono subito alla ricerca di Kurumi, riuscendo a trovarla sana e salva. Il ragazzo, visto da Manami come un maniaco, si rivela essere il fratello di Komatsu, che tentava di rimorchiare Kurumi, ottenendo però scarsi risultati. |                   |                  |
| 10 | Il sogno premonitore / Sogni premonitori / Un sogno premonitore: Hikaru muore!? 「予知夢！？ひかるちゃんが 死んじゃう」 - Yochimu!? Hikaru-chan ga shinjau – "Un sogno premonitore!? Hikaru morirà" | 8 giugno 1987     | 1989             |
| 10 | Kyōsuke sogna Hikaru che sta per morire e ne rimane molto scosso. Il padre gli rivela che è possibile che abbia ereditato tra i poteri magici quello di fare sogni premonitori, ovvero sognare qualcosa non ancora successo nella realtà. A scuola Kyōsuke sta attento a ogni minima azione che compie Hikaru e, coincidenza, la ragazza ha un improvviso mal di stomaco e ritorna a casa. Ben presto Kyōsuke informa Yūsaku, e insieme la raggiungono a casa e la portano a fare un giro in città, dove succedono cose che fanno preoccupare i due. Alla fine gli amici scoprono che in realtà Hikaru ha solo finto di stare male per fare uno scherzo. |                   |                  |
| 11 | Il matrimonio / Il matrimonio di Ayukawa / Non fate suonare la campana delle nozze! 「鳴らさないで！ウェディングベル」 - Narasanaide! Wedingu beru – "Non suonatela! La campana nuziale" | 15 giugno 1987    | 1989             |
| 11 | Al Cafe ABCB, Kyōsuke risponde a una telefonata per Madoka da parte di un uomo e diventa geloso, chiedendosi chi fosse. Il continuo pensiero gli fanno addirittura sognare che la ragazza si stia preparando a sposarsi, e quando tenta di chiederle cosa stia facendo lei rimane molto sul vago, aggiungendo più preoccupazioni in Kyōsuke. Dopo averla vista in compagnia dell'uomo in questione dirigersi verso una chiesa, Kyōsuke interrompe i due, supplicando a Madoka di non sposarsi. La ragazza poi spiega, tra le risate, che stava solo facendo una prova e che in realtà è sua sorella maggiore a sposarsi, ma che per motivi di lavoro non ha potuto fare le prove. |                   |                  |
| 12 | Una partenza improvvisa / Addio Madoka! / Questo è un addio! Madoka va a studiare in America 「アメリカ留学！サヨナラまどか」 - Amerika ryūgaku! Sayonara Madoka – "Viaggio di studio in America! Addio Madoka" | 22 giugno 1987    | 1989             |
| 12 | Kyōsuke scopre che gli Ayukawa sono dei famosi violinisti e che presto l'intera famiglia andrà a vivere negli Stati Uniti. Hikaru è molto dispiaciuta che la sua migliore amica si trasferisca, e insieme agli altri organizza una piccola festa prima della partenza. Kyōsuke cerca di essere felice nonostante tutto, ma non ci riesce e va da Madoka per parlarle; la trova nella scalinata del parco in cui i due si sono incontrati per la prima volta. Qui, però, Madoka rivela a Kyōsuke che non ha mai avuto intenzione di trasferirsi e che rimarrà con lui e tutti gli altri. |                   |                  |
| 13 | Un nuovo look / La metamorfosi di Hikaru / Tutti la guardano! La metamorfosi di Hikaru 「視線集中！ひかるちゃん大変身」 - Shisen shūchū! Hikaru-chan dai henshin – "Tutti la guardano! La grande trasformazione di Hikaru" | 29 giugno 1987    | 1989             |
| 13 | È domenica e la scuola organizza una sorta di volontariato per pulire la città dai rifiuti. All'incontro, sotto consiglio di Madoka, Hikaru si presenta vestita diversa dal suo solito, suscitando l'attenzione di tutti, soprattutto dei ragazzi, che la giudicano sexy. Kyōsuke non rimane più di tanto colpito, ciononostante invita la ragazza ad un concerto con due biglietti che gli ha regalato il padre. Mentre sono insieme, Kyōsuke chiama Hikaru, sbagliando, Ayakawa, e Hikaru profondamente delusa scappa via piangendo. Yūsaku vuole farla pagare a Kyōsuke per questo, ma Hikaru lo ferma e dice che smetterà di vestirsi in quel modo visto che non le si addice. |                   |                  |
| 14 | Tutti sul ring / L'incubo di Kyōsuke / Un sogno premonitore! Madoka e Kyōsuke in rotta 「予知夢！まどかと恭介ついに破局！」 - Yochimu! Madoka to Kyōsuke tsui ni hakyoku! – "Un sogno premonitore! Madoka e Kyōsuke alla fine in rotta!" | 6 luglio 1987     | 1989             |
| 14 | Kyōsuke ha nuovamente un sogno premonitore, in cui Madoka gli dice di non voler stare con lui perché è troppo debole. Kurumi e Manami, con il consenso del padre, s'iscrivono ad un corso di wrestling che frequenta anche Madoka. Kyōsuke si sorprende nel vedere quanto Madoka sia forte e, influenzato dal sogno che ha fatto, chiede a Yūsaku lezioni di karate per diventare più forte. Tuttavia, preso dagli insegnamenti acquisiti, sfida un ragazzo molto più forte di lui, e di conseguenza finisce in infermeria pieno di lividi e ferite. Mentre Kyōsuke è addormentato sul lettino della stanza, Madoka si avvicina per dargli un bacio, ma l'improvviso risveglio di lui non dà alcuna possibilità. Mentre tutti insieme festeggiano Tanabata, Kyōsuke sente la presenza di Madoka sempre più vicina a lui, al contrario del suo sogno: scopre, infatti, che i sogni premonitori che fa dipendono dalla posizione in cui dorme. |                   |                  |
| 15 | Una piccola bugia / La decisione di Madoka / Madoka è risoluta! Un "basta" al triangolo 「まどかの決心！三角関係にピリオド」 - Madoka no kesshin! Sankaku kankei ni piriodo – "La decisione di Madoka! Un periodo al triangolo" | 13 luglio 1987    | 1989             |
| 15 | Kurumi e Manami hanno un litigio, mentre Hikaru è preoccupata dell'atteggiamento freddo di Kyōsuke nei suoi confronti, arrivando a pensare che a lui piaccia un'altra; Madoka la rassicura e le dice che Kyōsuke non pensa a nessun'altra, e cambia totalmente atteggiamento verso il ragazzo, evitandolo deliberatamente. Kyōsuke non riesce a darsi una spiegazione a questo e tenta più volte, con scarsi risultati, di telefonarla per parlare. Dopo un ulteriore tentativo, Madoka finalmente risponde a Kyōsuke. Tra i due si sistema la situazione, ma Kyōsuke capisce che deve superare le sue indecisioni e prima o poi dovrà scegliere tra Hikaru e Madoka. |                   |                  |
| 16 | Ci credi agli UFO? / Incontri ravvicinati / Ci credi? Non ci credi? Madoka ha visto un UFO 「信じる信じない ＵＦＯを見たまどか」 - Shinjiru shinjinai UFO wo mita Madoka – "Credici o non crederci, Madoka ha visto un UFO" | 20 luglio 1987    | 1989             |
| 16 | Mentre tornano dal lavoro, Madoka e Kyōsuke vedono un UFO volare nel cielo e si apprestano a scattare una fotografia. Rientrato a casa, però, Kyōsuke scopre che in realtà l'oggetto che volava era solo Kurumi che utilizzava il potere e chiede a Madoka di non dire a nessuno quello che hanno visto. Tuttavia, nella scuola inizia a diffondersi la notizia che i due hanno visto un UFO, e quando viene chiesto a Kyōsuke come fosse, egli nega di aver visto qualcosa per coprire la sorella riguardo al potere, rendendo così agli occhi di tutti Madoka una bugiarda. Quest'ultima, molto delusa, ricomincia a frequentare le brutte compagnie come in passato. Kyōsuke, dopo averci riflettuto e averne parlato col padre, decide di raccontare a Madoka che lui e la sua famiglia possiedono poteri magici e che quindi l'oggetto che volava era merito di sua sorella; malgrado ciò la ragazza non ne vuole più sapere niente di lui, ma dopo aver visto la determinazione di Kyōsuke nel volerla raggiungere per parlarle, lo perdona senza chiedergli alcuna spiegazione. Mentre tornano a casa i due vedono un UFO vero volare, e questa volta esso viene visto anche dagli altri. |                   |                  |
| 17 | Doppio appuntamento / Tentazioni d'estate / Tentazioni d'estate! Ed è subito doppio appuntamento 「夏の誘惑！いきなりダブルデート」 - Natsu no yūwaku! Ikinari daburu dēto – "Tentazioni d'estate! Improvvisamente doppio appuntamento" | 27 luglio 1987    | 1989             |
| 17 | Madoka propone a Kyōsuke di vedersi nel pomeriggio per studiare in biblioteca, ma alla stessa ora Hikaru lo invita ad andare in piscina con gli altri. Il ragazzo decide di accettare entrambi gli inviti, e va prima in piscina con il gruppo e dopo, grazie al potere magico, si presenta da Madoka. Nonostante stia con Madoka, la ragazza dei suoi sogni, Kyōsuke è preoccupato per aver lasciato Kurumi e Manami nelle mani dei pervertiti Komatsu e Hatta. Sfruttando il suo potere, Kyōsuke comincia a teletrasportarsi avanti e indietro tra la biblioteca e la piscina, esaurendo però tutte le energie. Madoka rimane amareggiata vedendo Kyōsuke così disinteressato a studiare con lei tanto da addormentarsi nella sedia e con la scusa di tornare al lavoro se ne va. Kyōsuke capisce di aver sbagliato e per farsi perdonare svolge tutti gli esercizi che avevano previsto di fare il pomeriggio, rifiutando addirittura di andare a vedere i fuochi d'artificio con gli altri prima di averli finiti; una volta terminato va da Madoka per farglieli vedere e, nonostante la maggior parte siano sbagliati, lei lo perdona. Inoltre, visto che i fuochi sono ormai finiti, ne accendono loro qualcuno piccolo. |                   |                  |
| 18 | L'onda indomabile / L'onda leggendaria / La sfida di Madoka! La leggenda della Grande Onda 「まどか挑戦！幽霊海岸の大波伝説」 - Madoka chōsen! Yūrei kaigan no ōnami densetsu – "La sfida di Madoka! La leggenda della Grande Onda del fantasma nella costa" | 3 agosto 1987     | 1989             |
| 18 | Con dei biglietti omaggio, Madoka, Kyōsuke, Hikaru e Yūsaku partono per il mare. Arrivati sull'isola, dei signori locali raccontano loro la leggenda della Grande Onda, denominata 'Big Monday' perché si crea sempre il primo lunedì di agosto. Alla leggenda è legata la figura del fantasma di una ragazza, Koto, secondo cui prima di sposarsi con un ricco signore fuggì con il suo amato ma venne uccisa dalle guardie e il suo corpo cadde in mare. Una donna che alloggia nella stessa locanda dei ragazzi corrisponde alla descrizione di Koto, facendo spaventare il gruppo. Kyōsuke scopre che in realtà la donna non è affatto il fantasma ma bensì una ragazza che ha perso il suo fidanzato tra le onde e vorrebbe cavalcare lei l'onda leggendaria per poterlo dimenticare; ferita al piede, Madoka si offre di farlo al suo posto, ma viene trascinata sott'acqua. Kyōsuke, con il suo potere, riesce a riportarla in superficie e salvarla. |                   |                  |
| 19 | L'isola deserta / L'isola dell'amore proibito / Esperienza per due! L'isola dell'amore proibito 「二人の体験！禁じられた恋の島」 - Futari no taiken! Kinjirareta koi no shima – "Esperienza per due! L'isola dell'amore proibito" | 10 agosto 1987    | 1989             |
| 19 | I ragazzi continuano la loro vacanza al mare. Yūsaku sfida Kyōsuke a chi rema più veloce per arrivare dall'altra parte dell'isola. A causa del mare molto agitato, la barca con Kyōsuke e Madoka si allontana sempre più al largo, facendoli finire su un'altra isola, apparentemente deserta. I due, nonostante tutto, si divertono e Kyōsuke è molto felice di passare del tempo solo con Madoka. Nel frattempo il padre di Kyōsuke, Kurumi, Manami, Komatsu e Hatta raggiungono gli altri nella località. Alla sera, la guardia costiera arriva in soccorso di Madoka e Kyōsuke. |                   |                  |
| 20 | Vacanze sportive / Una vacanza piena di incomprensioni / Hikaru vede tutto! Un campo estivo irto di pericoli 「ひかる目撃！合宿は危険がいっぱい」 - Hikaru mokugeki! Gasshuku wa kiken ga ippai – "Hikaru testimone! Il campo estivo è pieno di pericoli" | 17 agosto 1987    | 1989             |
| 20 | Kyōsuke e gli altri partono per il campo estivo di tennis organizzato dalla scuola. Gli alunni vengono divisi in tre gruppi in base alle loro capacità nello sport, e per merito del potere di Kurumi, Kyōsuke viene preso in quello dei più bravi con Madoka. Hikaru, al contrario, finisce in un altro gruppo e si rattrista per questo. Inoltre dopo aver visto Madoka stretta al suo Kyōsuke mentre gli insegna a giocare, diventa ancora peggio. L'allenatore dei gruppi, famoso tra le studentesse per la sua bellezza, tenta di rimorchiare Hikaru portandola a fare un giro in barca contro la sua volontà; di conseguenza la ragazza finisce in acqua rischiando di annegare. Fortunatamente Kyōsuke la salva, ma Hikaru rimane del pensiero che a lui non gli importi nulla di lei. L'allenatore ci prova anche con Madoka, ma questa lo mette a terra con uno dei suoi colpi. Alla fine Hikaru capisce che Kyōsuke, malgrado tutto, ci tiene a lei e mentre dorme lo bacia. |                   |                  |
| 21 | Ricordi estivi / Profumo di seduzione / Kyōsuke è nei guai! Una dolce voce nella tempesta 「恭介ピンチ！嵐が丘の甘いささやき」 - Kyōsuke pinchi! Arashi ga oka no amai sasayaki – "Kyōsuke nei guai! Sospiri di una dolce voce nella tempesta" | 24 agosto 1987    | 1989             |
| 21 | Il campo estivo continua e Kyōsuke viene avvicinato da una dolce ragazza di nome Kumiko Oda, che gli confessa di essere molto attratta da lui. Kyōsuke è imbarazzato ma allo stesso tempo incantato dalla sua bellezza e la segue; Madoka assiste alla scena e chiede a Komatsu e Hatta di non raccontare a nessuno quello che hanno visto. Si scatena un temporale e Kyōsuke e la ragazza sono costretti a cercare un riparo essendosi parecchio allontanati dal campo base. Hikaru, intanto, è molto preoccupata dell'assenza di Kyōsuke durante il temporale e con gli altri va a cercarlo. Kumiko vuole che Kyōsuke si spinga un po' oltre con lei, ma il ragazzo, imbarazzato, non ne capisce il motivo. A trovare i due in biancheria intima è Madoka che, pensando male, schiaffeggia Kyōsuke. Kumiko allora spiega che non è successo nulla nonostante lei lo avesse supplicato e che ha agito in quel modo perché tra non molto dovrà sottoporsi ad un'operazione molto difficile e non sa se sopravviverà. Dopo qualche giorno, Kumiko scrive ai ragazzi che l'operazione è riuscita perfettamente. |                   |                  |
| 22 | Gelosia / Relazioni pericolose / Una relazione da adulti! Madoka rientra di nascosto al mattino 「大人の関係！？まどか秘密の朝帰り」 - Otona no kankei!? Madoka himitsu no asagaeri – "Una relazione da adulti!? Madoka rientra di nascosto al mattino" | 31 agosto 1987    | 1989             |
| 22 | Kyōsuke va all'ABCB in cerca di Madoka, ma trova al suo posto una nuova cameriera, Yukari, che gli dice che forse la ragazza non tornerà a lavorare lì. Kyōsuke si chiede dunque dove sia finita e proprio mentre ci pensa la vede uscire da un hotel e parlare molto amichevolmente con un ragazzo più grande di lei. Egli ci rimane molto male e trascorre tutta la giornata con Yukari, ignorando persino l'invito da parte della ragazza detto da Hikaru. Yukari capisce che a Kyōsuke piace Madoka e nonostante la differenza d'età si mostra molto interessata a lui tanto da proporgli di andare allo stesso hotel. Il ragazzo pensa così che ella voglia fare qualcosa di più con lui, ma una volta arrivati Kyōsuke scopre di essere al concerto di una band di cui Madoka è appena entrata a farne parte e che il ragazzo con cui l'ha vista è suo cugino Shuu, di cui Yukari è invece la ragazza. |                   |                  |
| 23 | La corsa campestre / Una maratona a ostacoli / La grande battaglia di Kyōsuke e Madoka! Corsa d'amore a tre gambe 「恭介まどか大ゲンカ！恋の二人三脚」 - Kyōsuke Madoka dai genka! Koi no nininsankyaku – "La grande battaglia di Kyōsuke e Madoka! Corsa d'amore a tre gambe" | 7 settembre 1987  | 1989             |
| 23 | Le vacanze estive sono finite e a scuola si sta organizzando la tradizionale maratona. Per completare le iscrizioni, la classe candida Kyōsuke e Madoka come partecipanti, ma quest'ultima non ne vuole proprio sapere di gareggiare. Kyōsuke si arrabbia per la sua testardaggine e per dimostrarle che arriverà primo comincia una serie di duri allenamenti, aiutato da Hikaru. A un giorno dalla gara, però si prende un brutto raffreddore, e Madoka sentendosi in colpa accetta di partecipare alla gara. L'intera classe arriva per ultima, anche per via di qualche squalifica, ma Kyōsuke è molto felice di aver potuto correre insieme a Madoka. |                   |                  |
| 24 | Le qualità nascoste / Un'adorabile peste / Compare Kazuya! Fate attenzione alla piccola peste 「一弥登場！パニックキッドにご用心」 - Kazuya tōjō! Panikku kiddo ni goyōshin – "Compare Kazuya! Attenzione alla piccola peste" | 14 settembre 1987 | 1989             |
| 24 | Nella vita di tutti fa la sua comparsa Kazuya, un bambino di cinque anni incredibilmente molto somigliante a Kyōsuke, di cui dice di essere il cugino. Nonostante sia ancora piccolo, egli è molto intelligente e riesce a leggere la mente delle persone e comunicare con loro attraverso il pensiero. Durante un'uscita al parco con Madoka, Kyōsuke cerca di trattenere tutti i pensieri che potrebbero rivelarsi compromettenti, ma Kazuya riesce a capire che al cugino piace la ragazza e fa di tutto pur di lasciarlo solo con lei, persino tenendo impegnata Hikaru, che gli sta sempre appiccicata. A fine giornata Kyōsuke viene a sapere da Manami e Kurumi che i genitori del bambino si stanno trasferendo nello stesso condominio in cui abitano loro. |                   |                  |
| 25 | L'eterno indeciso / Devo essere più deciso! / I pericoli dell'autoipnosi! La metamorfosi di Kyōsuke 「あぶない自己暗示！恭介くん変身す」 - Abunai jiko anji! Kyōsuke-kun henshin su – "Pericolosa autoipnosi! Kyōsuke si trasforma" | 21 settembre 1987 | 1989             |
| 25 | Sia il padre che le sorelle si lamentano di quanto Kyōsuke sia perennemente indeciso su qualsiasi cosa. Il ragazzo tenta così di autoconvincersi a cambiare quest'aspetto del suo carattere che anche lui odia tanto e si trasforma in una persona totalmente diversa da com'era prima: infatti, comincia ad utilizzare ampiamente il suo potere, anche per cose inutili, e a fare il cascamorto con tutte le ragazze della scuola, compresa Madoka a cui chiede pure un appuntamento. Mentre i due sono in discoteca a divertirsi, Madoka si allontana un attimo ma al suo ritorno trova Kyōsuke flirtare con un gruppo di ragazze; decide così di trascinarlo fuori dal locale, mettergli la testa sotto l'acqua di una fontana per rinfrescargli le idee, e infine andarsene. Kyōsuke torna solo allora in sé, non ricordando nulla, ma capisce di possedere il potere di autoipnotizzarsi e di averlo fatto con il pensiero di diventare più deciso. Kurumi e Manami gli raccontano tutto quello che ha combinato nella giornata appena trascorsa e l'indomani, a scuola, egli si ritrova spaesato. |                   |                  |
| 26 | Trasformazioni / Un bambino di nome Kyōsuke / Kyōsuke diventa un bambino! L'avvicinamento a Madoka 「子供になった恭介！まどかに大接近」 - Kodomo ni natta Kyōsuke! Madoka ni dai sekkin – "Kyōsuke diventa un bambino! Il grande avvicinamento a Madoka" | 28 settembre 1987 | 1989             |
| 26 | Madoka rimprovera Kyōsuke per aver prestato i suoi appunti agli altri e averli così rovinati. Per riportare la pace tra i due, Kazuya propone a Kyōsuke di fare uno scambio di corpo in modo da fargli leggere la mente di Madoka e capire cosa questa prova. Tuttavia si tratta di un imbroglio di Kazuya e lo scambio non porta alcun beneficio a Kyōsuke. Trasformato in Kazuya, Kyōsuke incontra Madoka e rimane colpito nel vedere che la ragazza tiene una loro foto incorniciata in camera, andando via per l'emozione; Kazuya, invece, trasformato in Kyōsuke, si annoia all'appuntamento al cinema con Hikaru e scappa via. Ancora con il corpo di suo cugino, Kazuya decide di fare un ultimo favore a Kyōsuke, ovvero baciare Madoka perché lui è troppo timido per farlo. Kyōsuke glielo impedisce e poco prima del bacio, i due tornano ciascuno nel proprio corpo. Kyōsuke ammette, però, che essere un bambino ha i suoi vantaggi, come quello di poter vedere le ragazze vestirsi e cambiarsi. |                   |                  |
| 27 | Uno strano ferimento / Madoka in pericolo / Il bersaglio è Madoka! Prova di virilità per Kyōsuke 「ねらわれたまどか！恭介男の証明」 - Nerawareta Madoka! Kyōsuke otoko no shōmei – "Madoka il bersaglio! Prova di virilità per Kyōsuke" | 5 ottobre 1987    | 1989             |
| 27 | Madoka viene investita mentre attraversa la strada e si procura diverse ferite, ma racconta agli altri di essere caduta dalle scale. Kyōsuke scopre, però, che dietro il ferimento di Madoka si nasconde in realtà una banda di teppiste che vogliono fargliela pagare per un motivo non specificato, e decide così di sorvegliarla e proteggerla senza dirle niente. Le teppiste nel frattempo la cercano insistentemente, arrivando all'ABCB dove picchiano con violenza Hikaru, Yūsaku, Komatsu e Hatta. Madoka si sente terribilmente in colpa per questo e, pur con gravi ferite, affronta le avversarie. Tuttavia si tratta tutto di un equivoco, infatti quando arriva la capobanda, questa spiega che è merito di Madoka se il suo cane è salvo e che quindi voleva che la sua banda la ringraziasse seriamente del gesto. |                   |                  |
| 28 | Da oggi si cambia! / La grande avventura di Manami / Una decisione pericolosa! La grande avventura di Manami 「危険な決心！まなみちゃんの大冒険」 - Kiken'na kesshin! Manami-chan no daibōken – "Una decisione pericolosa! La grande avventura di Manami" | 12 ottobre 1987   | 1989             |
| 28 | Manami è stanca della solita routine della sua vita e decide di cambiare aspetto e vestirsi alla moda per fare colpo su qualche ragazzo. Nonostante tutto la ragazza è molto timida e non riesce a trovare nessuno, ma anzi si mette nei guai con tre teppiste: arriva Kyōsuke a salvarla, che non la riconosce come la sorella; d'altra parte anche Manami non sembra riconoscere suo fratello per via della voce rovinata del ragazzo a causa di un piatto piccante di Kurumi e anche perché ha perso le lenti a contatto. Manami cerca di fare colpo, a sua insaputa, su suo fratello e gli racconta di essere cambiata perché stanca di fare sempre lei tutte le faccende domestiche. Kyōsuke non rivela la sua identità alla sorella e a fine giornata le consiglia di rimanere se stessa e di non cambiare per gli altri. Una volta tornata a casa, Manami scopre che Kyōsuke ha preparato la cena, fatto il bucato e pulito la casa. |                   |                  |
| 29 | Voglio la mamma! / Jingoro e il mal d'amore / Non piangere, Jingoro! Febbre primaverile di amore e gioventù 「泣くなジンゴロ！愛と青春の発情期」 - Nakuna Jingoro! Ai to seishun no hatsujō-ki – "Non piangere Jingoro! Febbre primaverile di amore e gioventù" | 19 ottobre 1987   | 1989             |
| 29 | Jingoro, il gatto dei Kasuga, ha iniziato da un po' di tempo a comportarsi in modo strano e non obbedisce nemmeno a Kurumi e Manami. La famiglia poi capisce che il felino è entrato nel periodo del calore e per riuscire a farlo calmare Kyōsuke cerca una micetta insieme a Komatsu e Hatta. Nessuna però sembra interessare Jingoro, e così il ragazzo chiede a Kazuya di scambiarsi di corpo col gatto per capire quale sia il problema: si scopre allora che a Jingoro manca la mamma, che riconosce nella gatta appena trovata da Madoka. Durante uno scontro tra dei teppisti e Madoka e Hikaru, si viene a sapere che Jingoro ha preso un abbaglio e che colei che considerava sua mamma è solo un'estranea. |                   |                  |
| 30 | Simona si innamora / Il segreto di Kurumi / Una piccola storia d'amore! Il primo amore di Kurumi 「木の葉物語！くるみの初恋・地獄編」 - Konoha monogatari! Kurumi no hatsukoi jigoku-hen – "Storia tra le foglie! L'infernale primo amore di Kurumi" | 26 ottobre 1987   | 1989             |
| 30 | Kurumi si prende una cotta per il capocannoniere della squadra di calcio, Jun Hayami, ma a lui piace Madoka. Quest'ultima gli chiede il favore di invitare comunque Kurumi ad uscire, ma Kyōsuke quando vede Madoka parlarci assieme fraintende tutto e pensa che Hayami sia un poco di buono che voglia stare sia con lei che con sua sorella Kurumi. Con l'aiuto di Manami, che si traveste da Kurumi, Kyōsuke mette alla prova il ragazzo, ma alla fine scopre di aver frainteso tutto e che presto egli si trasferirà in un'altra città a causa del lavoro del padre. Nella stessa occasione, Kyōsuke e gli altri scoprono che Madoka è innamorata di un ragazzo e si chiedono chi sia. |                   |                  |
| 31 | Che strana coppia! / Una coppia inaspettata / Madoka e Yūsaku! Fuga d'amore a tempo di marcia! 「まどかと勇作！青春かけおち行進曲」 - Madoka to Yūsaku! Seishun kakeochi kōshinkyoku – "Madoka e Yūsaku! Fuga d'amore a tempo di marcia!" | 2 novembre 1987   | 1989             |
| 31 | Con grande sorpresa di tutti, Yūsaku confessa il suo amore a Madoka. Egli è sempre stato innamorato di Hikaru e tutti si chiedono che cosa sia successo per fargli cambiare idea così rapidamente. Kyōsuke indaga sul fatto e scopre da Komatsu e Hatta che è tutta una strategia per attirare l'attenzione di Hikaru, suo vero obiettivo. Successivamente viene a sapere, sempre dagli amici, che il ragazzo ha intenzione di suicidarsi con Madoka: ovviamente ciò non è vero e in realtà i due sono andati alle cascate per allenarsi nelle arti marziali in vista del prossimo torneo. Tuttavia all'incontro, nonostante il tifo, Yūsaku ne esce sconfitto. |                   |                  |
| 32 | Lo sdoppiamento della personalità / Un compleanno per due Kyōsuke / Due volte compleanno!? Kyōsuke viaggia nel tempo 「誕生日は二度来る！？時をかける恭介」 - Tanjōbi wa ni-do kuru!? Toki wo kakeru Kyōsuke – "Il compleanno arriva due volte!? Kyōsuke viaggia nel tempo" | 9 novembre 1987   | 1989             |
| 32 | È il compleanno di Kyōsuke, ma tutti sembrano se ne siano dimenticati, compresa la sua famiglia. Il ragazzo ci rimane molto male e si autoipnotizza con il pensiero di non poter contare su nessuno al di fuori di se stesso: come risultato, Kyōsuke diventa molto aggressivo e quando Hikaru va a fargli visita per dirgli della festa in suo onore, lo trova disteso sul letto su Madoka, a sua volta venuta a fargli visita. Mentre corre dietro a Hikaru per spiegarle che ha frainteso, Kyōsuke cade giù da una scalinata. Dopo aver perso brevemente i sensi, al suo risveglio per una serie di eventi capisce di aver viaggiato nel tempo e di trovarsi un'ora indietro rispetto a prima; di conseguenza tenta di porre riparo alla situazione, ma scopre che nella stessa piega temporale è presente un altro Kyōsuke. I due non possono andare alla festa assieme e nemmeno raccontare cos'è successo, altrimenti tutti scoprirebbero che la famiglia Kasuga possiede poteri magici, e così decidono che uno dei due deve esattamente cadere come già successo in modo da abbandonare la linea temporale del presente. Alla fine tutto si risolve e Kyōsuke festeggia il suo compleanno all'ABCB con la famiglia e gli amici. |                   |                  |
| 33 | Il fungo della verità / Il fungo della verità / Mistica Madoka! I funghi della verità al 120% 「妖しのまどか！キノコで本音１２０％」 - Ayashi no Madoka! Kinoko de honne 120% – "Madoka sospetta! I funghi della verità al 120%" | 16 novembre 1987  | 1989             |
| 33 | Il Master dell'ABCB accompagna Kyōsuke e gli altri in montagna a cercare funghi. Prima di dividersi in gruppi, avverte i ragazzi della presenza di uno in particolare dal colore blu, chiamato 'fungo della verità', che cresce ogni dieci anni e fa dire a chi lo mangia la verità, appunto. Tutti si dimostrano interessati e vogliono assolutamente trovarlo per farlo mangiare ciascuno al proprio amore. Kurumi però, stanca delle avance di Hatta, trasforma tutti i funghi del bosco in funghi della verità, che a sua volta gli altri raccolgono e mangiano: si crea così uno scompiglio non indifferente tra il gruppo di amici, con Madoka che tenta di baciare Kyōsuke sotto gli occhi di Hikaru, la quale scappa via piangendo. Purtroppo Hikaru attraversa un ponte pericolante e con Kyōsuke, andato a recuperarla, rischia di cadere nel vuoto, ma grazie all'intervento di Madoka riescono a salvarsi. Alla fine Kyōsuke scopre che quelli che tutti hanno mangiato sono funghi creati da Kurumi e si domanda se il comportamento di Madoka fosse davvero dovuto a quello. |                   |                  |
| 34 | Visita ai nonni / Amore fra i ghiacci / Niente panico! Madoka nel Paese delle Meraviglie 「ルーツパニック 不思議の里のまどか」 - Rūtsu panikku Fushigi no Sato no Madoka – "Panico delle origini. Madoka nel Paese delle Meraviglie" | 23 novembre 1987  | 1989             |
| 34 | Kyōsuke va a fare visita ai nonni con i suoi amici in occasione della festa del paese, ma è preoccupato che essi rivelino il potere magico che tutta la famiglia possiede e di cui loro fanno abbondantemente uso. Il nonno racconta ai ragazzi la storia di come la loro unica figlia, ovvero la madre di Kyōsuke, ormai deceduta, abbia conosciuto il marito. In seguito ad un forte ciclone, Jingoro cade nel torrente e nel tentativo di tirarlo fuori anche Madoka vi cade dentro, venendo trascinata dalla corrente. Kyōsuke si appresta a soccorrerla e una volta recuperata si prende cura di lei fino a quando la ragazza non riprende i sensi. La festa si conclude con i fuochi d'artificio, tra risate e divertimento di tutti. |                   |                  |
| 35 | - / Kyōsuke, marionetta perversa / Pervertito con macchina fotografica! Kyōsuke è un robot 「カメラでエッチ！ロボット恭ちゃん」 - Kamera de ecchi! Robotto Kyō-chan – "Pervertito con macchina fotografica! Robot Kyō-chan" | 30 novembre 1987  | 29 febbraio 2020 |
| 35 | A causa dell'ipnosi fattagli da Kurumi, Kyōsuke comincia a comportarsi in modo quasi robotico, eseguendo qualunque ordine gli venga imposto. Komatsu e Hatta ne approfittano per fargli rubare della biancheria intima femminile e gli chiedono di scattare delle foto a Madoka nuda. Il ragazzo torna in sé solo dopo i ripetuti schiaffi di quest'ultima, e Manami e Kurumi la informano che tuttavia non è colpa di Kyōsuke quello che è successo ma di qualcuno che l'ha "ipnotizzato". |                   |                  |
| 36 | Superjohnny / Poteri in pericolo / Addio, Kyōsuke! Poteri psichici su videocassetta! 「さらば恭介！ビデオに写った超能力」 - Saraba Kyōsuke! Bideo ni utsutta chōnōryoku – "Addio Kyōsuke! Il potere registrato in video" | 7 dicembre 1987   | 1989             |
| 36 | Komatsu, Hatta e gli altri stanno girando un film nella scuola, ma durante le riprese vedono accidentalmente Kyōsuke teletrasportarsi. Ovviamente il ragazzo nega, ma i due amici, molto sorpresi, riscrivono il copione affinché mettano su video Kyōsuke mentre usa il suo potere e rendano interessante il loro film. In una delle scene, Komatsu e Hatta fanno cadere di proposito dal tetto Kyōsuke con Hikaru, il quale non ha altra scelta se non usare il potere. Di conseguenza, lui e la famiglia si preparano a malincuore a trasferirsi in un'altra città, ma grazie a Manami il film non contiene alcuna ripresa di Kyōsuke che usa il potere e quindi nessuno dà credito alle parole di Komatsu e Hatta. |                   |                  |
| 37 | - / Sfida tra le nevi / Leggenda eroica! Il duello di Madoka nella tempesta di neve 「オレンジ任侠伝！まどか吹雪の対決」 - Orenji ninkyōden! Madoka fubuki no taiketsu – "Leggenda eroica Orange! Il duello di Madoka nella tempesta di neve" | 14 dicembre 1987  | 7 marzo 2020     |
| 37 | Uscita dal lavoro, a tarda sera, Madoka incontra una vecchia amica, Oryu, ridotta piuttosto male a causa di una nuova banda di teppiste che circola nel quartiere. La ragazza le offre subito il suo aiuto ma ella non accetta e va via. Successivamente Madoka viene a sapere che Oryu è stata catturata dalla banda e, nonostante Hikaru, Kyōsuke e Yūsaku le dicano di non andare, lei non li ascolta e va a salvarla. Madoka sfida così la capobanda in una gara di skateboard, uscendone vincitrice; la sua amica è salva e le teppiste sono costrette ad andare via dal quartiere. |                   |                  |
| 38 | Buon Natale! / Un Natale per tre / Kyōsuke viaggia nel tempo! Tre volte Natale 「恭介時間旅行！３度目のクリスマス」 - Kyōsuke jikan-ryokō! 3-dome no Kurisumasu – "Il viaggio nel tempo di Kyōsuke! Tre volte Natale" | 21 dicembre 1987  | 1989             |
| 38 | Komatsu e Hatta organizzano un party natalizio dove gli invitati dovranno per forza essere a coppie. Kyōsuke non vede l'ora di chiederlo a Madoka, ma a causa degli amici è costretto a invitare Hikaru. Madoka, quindi, decide di non andare alla festa, passando il Natale da sola e non dalla sorella come ha detto. Kyōsuke viene a sapere proprio dalla sorella di questa che la ragazza ha mentito e vorrebbe sistemare le cose con lei: per via di una brusca caduta, egli si ritrova a vivere le stesse cose già accadute nell'arco della giornata e capisce di aver ricevuto un'altra possibilità tornando indietro nel tempo. Questa volta Kyōsuke invita Madoka, ma quando Hikaru lo scopre ci rimane molto male perché non l'ha chiesto a lei e abbandona la festa; di conseguenza, anche Madoka, per solidarietà all'amica, va via. Kyōsuke allora ripete per la terza volta la caduta che l'ha fatto viaggiare nel tempo e questa volta invita entrambe in modo da non creare malumori. Per finire i nonni del ragazzo utilizzano il potere per piantare un grande albero di Natale e fanno scendere la neve sulla città, ma Kyōsuke nel tentativo di non farli scoprire dagli altri, si ritrova nuovamente indietro nel tempo a rivivere ancora una volta il giorno di Natale.                                                                                           |                   |                  |
| 39 | Un Capodanno straordinario / Schiava per gioco… o per amore? / Madoka è ipnotizzata! Kyōsuke rischia grosso a Capodanno 「まどかに催眠術！恭介あぶない正月」 - Madoka ni saiminjutsu! Kyōsuke abunai shōgatsu – "Ipnosi per Madoka! Un pericoloso Capodanno per Kyōsuke" | 4 gennaio 1988    | 1989             |
| 39 | È Capodanno e Kyōsuke sogna Madoka vestita da coniglietta che dice e fa tutto quello che lui le ordina. Pensando si tratti di un sogno premonitore e che quindi potrebbe succedere nella realtà, Kyōsuke rinuncia ad andare come ogni anno dai nonni e rimane in città per stare con Madoka, ma scopre da Hikaru che la ragazza passerà il primo dell'anno in America con i genitori. Prima che parta decide di farle visita, ma quando arriva la trova distesa sul pavimento priva di sensi. Nonostante l'imbarazzo, il ragazzo si prende cura di Madoka, la quale decide in seguito di non partire più. Mentre conversano amichevolmente, Kyōsuke gli fa vedere come sua sorella Kurumi ipnotizza le persone, ma accidentalmente Madoka cade davvero sotto il suo controllo diventando sua schiava; il ragazzo comincia così ad avere pensieri sconci. Yūsaku li vede insieme abbracciati in giro per la città e accusa Kyōsuke di stare illudendo Hikaru con il suo atteggiamento, la quale non sospetta minimamente cosa stia succedendo. Prima di uscire tutti insieme, Hikaru passa a casa dell'amica Madoka, la quale reagisce normalmente come ha sempre fatto, ed è allora che Kyōsuke capisce che ella non era davvero ipnotizzata ma stava solo recitando per vedere come si sarebbe comportato con lei.                                                                     |                   |                  |
| 40 | Tap Gun / Black Fighter! / Il primo sogno dell'anno nuovo! Il contrattacco del mostro gigante Jingoro 「初夢だよ！大怪獣ジンゴロの逆襲」 - Hatsuyume da yo! Dai kaijū Jingoro no gyakushū – "È il primo sogno dell'anno nuovo! Il contrattacco del grande mostro Jingoro" | 11 gennaio 1988   | 1989             |
| 40 | Il Giappone è minacciato dal potente mostro gigante Jingoro, la squadra dei T.A.P. Gun (formata dal capitano Ayukawa, Yūsaku, Komatsu e Hatta) si è messa al servizio del popolo per sconfiggerlo e persino il capitano Kyōsuke/Black Fighter, compagno della dolce Hikaru ma da sempre innamorato della sua ex Ayukawa, è ritornato dall'America per dare una mano. Alla fine Jingoro si rivela essere solamente un gigante che cercava di proteggere le sue due principesse Kurumi e Manami, le quali con il loro canto lo fanno desistere. Nella violenta battaglia che si è appena conclusa, però, il capitano Ayukawa ha perso la vita e Kyōsuke ha deciso per rispetto di dare le dimissioni di eroe nazionale; tuttavia ella è riuscita a salvarsi e i due potranno vivere la loro storia d'amore. |                   |                  |
| 41 | Un orologio magico / Un orologio contro il tempo / Madoka non si muove! Il misterioso orologio di Kyōsuke 「動けないまどか！恭介のフシギ時計」 - Ugokenai Madoka! Kyōsuke no fushigi tokei – "Madoka non si muove! Il meraviglioso orologio di Kyōsuke" | 18 gennaio 1988   | 1989             |
| 41 | Kyōsuke riceve in regalo dai suoi nonni un orologio in grado di fermare il tempo. Il ragazzo comincia a pensare come potrebbe usarlo e durante una partita di tennis in cui la coppia vincitrice dovrà scambiarsi un bacio, egli lo utilizza per vincere contro Yūsaku e Madoka. Mentre giocano la pallina finisce nella scollatura di Hikaru e per poterla recuperare, Kyōsuke ferma il tempo con l'orologio e infila una mano nella maglietta della ragazza fra le urla di Kurumi e Manami, che assistono al misfatto; la ricerca si rivela però più ardua del previsto e quando il tempo riprende il suo corso, Kyōsuke viene colto con le mani nel sacco, suscitando l'ira soprattutto di Madoka. All'ultima battuta, quella decisiva, Kyōsuke rimane pietrificato e i nonni deducono che il loro nipote ha caricato al contrario l'orologio e che è rimasto lui quello immobile. Inoltre essi spiegano che, come la fiaba di Biancaneve, il ragazzo si potrà svegliare solo grazie ad un bacio. Madoka sente di essere stata troppo dura con lui durante la giornata e per discolparsi prova a baciarlo, ma all'ultimo momento è Hikaru a far risvegliare Kyōsuke. |                   |                  |
| 42 | L'amica del cuore / Tempo di dichiarazioni / Madoka ha successo! Finalmente Kyōsuke si dichiara 「モテモテのまどか！恭介ついに告白」 - Motemote no Madoka! Kyōsuke tsui ni kokuhaku – "Madoka ha successo! Finalmente Kyōsuke si dichiara" | 25 gennaio 1988   | 1989             |
| 42 | Madoka incontra Sumire Hoshi, una ragazza che aveva salvato da un gruppo di teppisti e che ora si è innamorata di lei. Dopo averla ringraziata, Madoka le dice che a lei però piacciono i ragazzi e che quindi da parte sua non potrà esserci niente più di un'amicizia. Sumire, tuttavia, non si arrende e decide di trasferirsi a vivere a casa della sua amata Madoka. Hikaru spinge Kyōsuke a convincerla a desistere dal suo proposito, ma la ragazza ne approfitta e si fa trovare in atteggiamenti equivoci, facendo credere a tutti che lui ha abusato di lei. Grazie alle foto di Komatsu e Hatta, la notizia finisce sul giornale e Kyōsuke viene considerato un maniaco in tutta la scuola tanto da venire richiamato da un professore. Per risolvere definitivamente la situazione e far rassegnare Sumire, Hikaru fa inscenare a Madoka e Kyōsuke un breve scambio di battute in cui si confessano il loro amore. Sumire capisce così di non avere speranze e lascia perdere Madoka per avvicinarsi a Hikaru. I sospetti verso Kyōsuke in qualche modo si chiariscono, e Madoka dice a questi di essere rimasta colpita dalla sua recitazione tanto da dubitare se dicesse sul serio quando le ha confessato di amarla. |                   |                  |
| 43 | Musica rock / La notte dello scandalo / Hikaru ha il cuore infranto! Un triste inseguimento 「傷心のひかる！追いかけて冬海岸」 - Shōshin no Hikaru! Oikakete fuyu kaigan – "Hikaru ha il cuore infranto! Seguimi al mare d'inverno" | 1º febbraio 1988  | 1989             |
| 43 | Hikaru forma una band con Kyōsuke e gli altri in vista di un festival senza il loro consenso. Kyōsuke deve quindi esercitarsi non essendo molto pratico con la batteria. Finite le prove, il ragazzo incontra Yukari, che in precedenza aveva visto litigare con il fidanzato, e passa la notte nel suo appartamento per chiederle consigli sulla musica. L'indomani si sparge la falsa voce che Kyōsuke sia stato a letto con la donna, spezzando il cuore a Hikaru che abbandona tutto e scappa via. Kyōsuke la raggiunge con Madoka e alla fine tutto si risolve per il meglio con la partecipazione della band al festival. |                   |                  |
| 44 | San Valentino / Cioccolata per San Valentino / Di che cosa sa l'amore? L'infernale San Valentino di Kyōsuke 「恋のお味？恭介地獄のバレンタイン」 - Koi no oaji? Kyōsuke jigoku no Barentain – "Il gusto d'amore? L'infernale San Valentino di Kyōsuke" | 8 febbraio 1988   | 1989             |
| 44 | È il giorno di San Valentino e Kyōsuke spera di ricevere la cioccolata da Madoka. Kazuya ha un fortissimo mal di denti, ma non vuole andare dal dentista e così si scambia di corpo con Kyōsuke, che nel frattempo deve incontrarsi con Madoka. Kyōsuke diventato Kazuya si ritrova ad andare dal dentista con il padre, mentre Kazuya con il corpo di Kyōsuke combina solo guai con la cioccolata regalata e fa piangere Hikaru. Kyōsuke, seppur con il corpo di Kazuya, va da Madoka e Hikaru, le quali sono molto arrabbiate con il ragazzo per il suo comportamento. Dopo essere ritornati ciascuno nel proprio corpo, Kyōsuke è triste per non aver ricevuto nessun regalo, ma Madoka a fine giornata gli offre una tazza di cioccolata calda. |                   |                  |
| 45 | Un brutto colpo / La morte di Hikaru! / Arrivederci Hikaru? E poi non rimase nessuno 「ひかる死す そして誰もいなくなった」 - Hikaru shisu soshite daremo inakunatta – "Hikaru morì. E poi non rimase nessuno" | 15 febbraio 1988  | 1989             |
| 45 | Hikaru comincia a scambiarsi messaggi d'amore con Kyōsuke tramite un diario. Il ragazzo è molto irritato da ciò perché considera infantili i pensieri di Hikaru. Quest'ultima propone al suo 'tesoruccio' di fare leggere i loro messaggi a Madoka, e Kyōsuke vergognandosi spera che il raffreddore che ha Hikaru peggiori in modo da non consentirle il giorno dopo di far leggere il diario. Con grande shock, Kyōsuke scopre che Hikaru è morta per un problema di salute e che tutti hanno deciso di seguire un percorso di vita molto rigido in suo onore. Tuttavia alla fine scopre che si tratta di un incubo creato dal potere di suo nonno con l'aiuto di Manami e Kurumi per fargli capire quanto è stato crudele ad augurare a Hikaru di stare male. |                   |                  |
| 46 | Vacanza sulla neve / La funivia dell'amore / Argentea notte! Una gondola per due 「白銀の一夜！二人ぼっちでゴンドラ」 - Shirogane no ichiya! Futaribocchi de gondora – "Notte d'argento! Una gondola per due" | 22 febbraio 1988  | 1989             |
| 46 | Komatsu e Hatta organizzano un viaggio in montagna prima del diploma. Kyōsuke porta con sé anche Kazuya, che si diverte a combinare guai: infatti con i suoi poteri tenta di aiutare Yūsaku a dichiararsi a Hikaru e cambia il numero della stanza dei ragazzi con quello delle ragazze, mettendo in imbarazzo suo cugino che entra nel bagno senza sapere che c'è Madoka dentro. Per non farsi scoprire da Hikaru, i due riescono ad uscire dalla finestra della stanza e salgono sulla funivia. Tuttavia, vista l'ora tarda, il gestore chiude inconsapevolmente l'impianto e Kyōsuke e Madoka rimangono bloccati a mezz'aria dentro la cabina. Il ragazzo è ben felice di stare solo con Madoka, ma cerca lo stesso di risolvere il problema con il potere, peggiorando ancor di più la situazione. Fortunatamente i ragazzi vengono liberati al mattino seguente da Kazuya, svegliatosi dopo aver bagnato il letto. |                   |                  |
| 47 | Viaggio nel passato / Il primo amore di Madoka / Presentimento dell'addio. Alla ricerca del primo amore di Madoka. 「さよならの予感 まどかの初恋を探せ」 - Sayonara no yokan Madoka no hatsukoi wo sagase – "Presentimento dell'addio. Alla ricerca del primo amore di Madoka" | 29 febbraio 1988  | 1989             |
| 47 | Kyōsuke scopre che Madoka ha dato il suo primo bacio sei anni prima sotto un albero del parco con la promessa di rincontrare il suo amato sei anni dopo. Egli si domanda chi fosse il fortunato e grazie al nonno, a sua insaputa, viene teletrasportato indietro nel tempo, precisamente sei anni prima, dove incontra Hikaru e Yūsaku ancora bambini e Madoka, leggermente più grande, che si comporta da maschiaccio. Nel frattempo, nel presente, Madoka riceve una telefonata dalla madre in America che le chiede di raggiungerli perché il padre non sta bene; Hikaru è molto triste che la sua migliore amica se ne vada, e Madoka deve ancora dirlo a Kyōsuke, ma non riesce a trovarlo e così il nonno teletrasporta anche lei indietro di sei anni. Kyōsuke, intanto, nel passato, si ritrova a dover modificare il passato per difendere la Madoka piccola da un gruppo di teppisti e visto che non lo poteva fare, rimane bloccato in quella linea temporale, con lei che, ormai innamoratasi, lo bacia. Il ragazzo scopre così che il primo amore di Madoka è stato proprio lui. |                   |                  |
| 48 | Le dimensioni temporali / Il futuro si ripete / Ho trovato l'amore. E poi Da Capo 「恋つかまえた そしてダ・カーポ」 - Koi tsukamaeta soshite Da Kāpo – "Ho trovato l'amore. E poi Da Capo" | 7 marzo 1988      | 28 maggio 1989   |
| 48 | Kyōsuke e Madoka sono ancora intrappolati nel passato, e lei incontra persino se stessa di sei anni prima. Il ragazzo allora le confessa di essere un esper, ovvero una persona con poteri extrasensoriali, e si dispiace della situazione in cui si trovano. A causa di una brutta caduta, Kyōsuke comincia a riviaggiare nel tempo, finendo però in un mondo parallelo in cui lui non è mai esistito; qui salva una Madoka teppista da una banda di delinquenti, la quale per ringraziarlo cambia stile di vita. Intanto nel presente il nonno chiede a Kazuya di andare a riprendere Kyōsuke e Madoka dal passato. Alla fine Madoka parte per l'America, ma Kyōsuke le promette di aspettarla. Tornato dove l'aveva lasciata, Kyōsuke Kasuga dà per una seconda volta il suo primo bacio a Madoka Ayukawa. |                   |                  |

### OAV
Il primo titolo italiano si riferisce all'edizione Mediaset, mentre il secondo è quello dell'edizione Yamato Video.
| Nº | Titolo italiano (edizione Mediaset / edizione Yamato Video) Giapponese 「Kanji」 - Rōmaji - Traduzione letterale | In onda                           | In onda  |
| Nº | Titolo italiano (edizione Mediaset / edizione Yamato Video) Giapponese 「Kanji」 - Rōmaji - Traduzione letterale | Giapponese                        | Italiano |
| 1  | Amore sotto zero / Amore bianco 「白い恋人たち」 - Shiroi koibitotachi – "Amanti bianchi" | 15 febbraio 1989 1º marzo 1989    | 1994     |
| 1  | Kyōsuke e i suoi amici sono in vacanza dai suoi nonni in montagna. Il nonno racconta ai ragazzi la leggenda della donna nuda sulla neve, secondo cui due innamorati non possono sciare assieme altrimenti moriranno in un tragico incidente. Hikaru chiede quindi, inconsapevolmente, a Madoka di stare lei con il suo Kyōsuke, ma mentre questi si divertono sulla pista da sci vengono travolti da una valanga e rimangono intrappolati dentro una grotta. Kyōsuke allora racconta a Madoka la storia di due innamorati finiti nella stessa grotta che ebbero una fine tragica in cui la donna cadde da un precipizio nella lava incandescente, verso le profondità della terra, poiché l'uomo le lasciò la mano. Sentendosi tradita dal suo lui, ella continuò a vivere come fantasma all'interno della grotta, spaventando e facendo morire chiunque entrasse. Quasi per coincidenza, Madoka rischia di cadere allo stesso modo, ma Kyōsuke la salva tendendole la mano. Il fantasma apparso lo istiga a mollare la presa e far cadere la ragazza, ma Kyōsuke la ignora e si getta anche lui insieme a Madoka. I due riescono a salvarsi e il fantasma, colpito dal gesto, torna buono e li ringrazia. |                                   |          |
| 2  | Avventura alle Hawaii / Hawaiian Suspense 「ハワイアン・サスペンス」 - Hawaian sasupensu – "Hawaiian Suspense" | 15 marzo 1989 1º aprile 1989      | 1994     |
| 2  | Kyōsuke risponde ad una lettera, arrivata dall'America, di Madoka e racconta l'avventura che i due hanno vissuto con Hikaru alle Hawaii una settimana prima. I ragazzi arrivano sull'isola in occasione del concerto di violino che i genitori di Madoka terranno. Mentre si trovano in spiaggia, Hikaru torna un attimo in albergo, ma visto che tarda a ritornare Kyōsuke e Madoka la vanno a cercare e scoprono che è stata rapita. Inizia così la ricerca della loro amica che troveranno grazie alle istruzioni dei rapitori che chiedono in cambio denaro: Hikaru, infatti, è stata scambiata per la figlia del presidente di una famosa ditta. Alla fine tutto si sistema, Hikaru è sana e salva e i rapitori vengono arrestati, ma tutti e tre si perdono il concerto per il quale erano andati. |                                   |          |
| 3  | Se fossi un pesciolino / Sono un pesce, sono un gatto 「吾輩は猫であったり おサカナであったり」 - Wagahai wa neko deattari o sakana deattari – "Sono diventato un gatto. Sono diventato un pesce" | 16 dicembre 1989 27 dicembre 1989 | 1994     |
| 3  | Kurumi utilizza distrattamente una corda magica del nonno e scambia l'anima di Kyōsuke con quella del loro pesce rosso, che tuttavia precipita dalla terrazza e finisce per essere venduto nei giochi della festa del paese. Qui, viene pescato per pura casualità da Madoka e Hikaru. Kurumi e Manami arrivano in suo soccorso, ma a causa di Jingoro che odia i pesci non riescono nell'intento, ma anzi l'anima del loro fratello passa da quella del pesce rosso a quella del gatto. Kyōsuke viene così nuovamente raccolto da Madoka, che lo scambia per un gatto randagio e lo porta a casa sua dove lo tratta amorevolmente. Quando egli però le salva la vita da una fuga di gas e lei per ringraziarlo gli sta per dare un piccolo bacio, la sua famiglia sta facendo un rito sacro per riportare la sua anima al suo vero corpo: in conseguenza di ciò, il ragazzo ritorna alla normalità ma bacia sua sorella Kurumi, che, arrabbiata, lo riempie di botte. |                                   |          |
| 4  | Una ragazza pericolosa / Hurricane! Akane, la ragazza trasformista 「ハリケーン！変身少女あ・か・ね」 - Harikēn! Henshin shōjo A-ka-ne – "Hurricane! La ragazza trasformista A-ka-ne" | 16 dicembre 1989 1º febbraio 1990 | 1994     |
| 4  | La cugina di Kyōsuke, Akane, arriva in città; come tutti i membri della famiglia Kasuga, anche lei possiede poteri magici con cui si diverte spesso a prendere le sembianze degli altri. La ragazza non fa che creare problemi a Kyōsuke, dopo aver scoperto il rapporto che lo lega sia a Hikaru che a Madoka. In particolare di quest'ultima, Akane sembra innamorarsi e fa di tutto per allontanarla da suo cugino, facendo finire entrambe nei guai con due depravati. Kyōsuke sovviene e scatena tutto il suo potere, mettendo in salvo Madoka e Akane. |                                   |          |
| 5  | Lo scambio / Il palcoscenico del cuore = HEART ON FIRE! "La primavera è per gli idol!" 「恋のステージ＝ＨＥＡＲＴ ＯＮ ＦＩＲＥ！〈春はアイドル！〉」 - Koi no sutēji = HEART ON FIRE! <Haru wa aidoru!> – "Il palcoscenico dell'amore = HEART ON FIRE! <La primavera è per gli idol!>" | 16 dicembre 1989 1º maggio 1990   | 1994     |
| 5  | Kyōsuke scambia per sbaglio la sua personalità con quella del cantante Mitsuru Hayakawa e diventa per un giorno l'idol delle ragazze. Capisce così i vari problemi che comporta essere famoso e conosce la vecchia fidanzata dell'idol, Shori Shimazu, ancora innamorata di lui. Mitsuru (il cui vero nome è Kazuto) diventato Kyōsuke, intanto, passa la giornata prima con Hikaru e poi con Madoka. Alla fine Kyōsuke e Mitsuru ritornano nel proprio corpo, ma lo scambio è servito a far riavvicinare l'idol a Shori. |                                   |          |
| 6  | Il concerto / Il palcoscenico del cuore = HEART ON FIRE! "La nascita di una star!" 「恋のステージ＝ＨＥＡＲＴ ＯＮ ＦＩＲＥ！〈スタア誕生！〉」 - Koi no sutēji = HEART ON FIRE! <Sutā tanjō!> – "Il palcoscenico dell'amore = HEART ON FIRE! <È nata una star!>" | 16 dicembre 1989 1º luglio 1990   | 1994     |
| 6  | Kyōsuke è preoccupato che Mitsuru abbia scoperto i suoi poteri dopo lo scambio avvenuto qualche giorno prima e rischia seriamente che il suo segreto sia rivelato in diretta televisiva. La band di Shuu si iscrive ad un festival, ma la cantante Yukari si sente male e viene sostituita da Madoka. Tuttavia la ragazza rischia di non arrivare in tempo allo spettacolo, ma grazie a Kyōsuke non solo si esibisce ma ottiene anche un grande successo. Infine Mitsuru non rivela a nessuno dello scambio di corpo con Kyōsuke, ma annuncia di voler cominciare la carriera di cantante professionista al fianco della sua fidanzata Shori, che ritiene di aver trascurato finora. |                                   |          |
| 7  | Fidanzato cercasi / Una situazione davvero imprevedibile 「思いがけないシチュエーション」 - Omoigakenai shichuēshon – "Una situazione inaspettata" | 18 gennaio 1991                   | 1994     |
| 7  | Kyōsuke sogna sua cugina Akane che tenta di sedurlo. Al risveglio, egli viene convinto proprio da Akane a recitare la parte del suo fidanzato alla presenza delle amiche della ragazza. Questo crea un equivoco con Hikaru che, ingannata da Akane, pensa che a Kyōsuke non gli importi più di lei. Per convincerle definitivamente che anche a lei piacciono i maschi, Akane si chiude in camera con Kyōsuke e fa intendere alle amiche che avranno un rapporto sessuale. La situazione si aggrava con l'arrivo di Kurumi, Manami e Madoka, ma alla fine Kyōsuke svela a tutti della recita e che non bisogna giudicare negativamente un'amica solo perché non ha il fidanzato. Oltre al resto, Kyōsuke sistema la faccenda con Hikaru, che lo perdona ben volentieri. |                                   |          |
| 8  | Un terribile equivoco / Il messaggio col rossetto 「ルージュの伝言」 - Rūju no dengon – "Il messaggio col rossetto" | 18 gennaio 1991                   | 1994     |
| 8  | Il padre di Madoka torna in Giappone per tenere un concerto di violino e lei è molto contenta di vederlo. Tuttavia quando lo vede assieme ad una sua assistente, Madoka crede che il padre tradisca la madre e fugge a casa di Kyōsuke. Quest'ultimo, seppur contento di stare con lei, l'aiuta a capire di aver frainteso l'intera situazione e la spinge a tornare a casa. |                                   |          |